# Теплота сгорания
Теплота́ сгора́ния — количество выделившейся теплоты при полном сгорании массовой (для твердых и жидких веществ) или объёмной (для газообразных) единицы вещества. Измеряется в джоулях или калориях. Теплота сгорания, отнесённая к единице массы или объёма топлива, называется удельной теплотой сгорания. В системе СИ: Дж/кг. Также довольно часто используются внесистемные единицы измерения: кДж/кг, МДж/кг и ккал/кг.
Для её измерения пользуются методами калориметрии. Теплота сгорания определяется химическим составом горючего вещества. Содержащиеся в горючем веществе химические элементы обозначаются принятыми символами С, Н, О, N, S, а зола и вода — символами А и W соответственно.

## Виды теплоты сгорания
Теплота сгорания может быть отнесена к рабочей массе горючего вещества {\displaystyle Q^{P}}, то есть к горючему веществу в том виде, в каком оно поступает к потребителю; к сухой массе вещества {\displaystyle Q^{C}}; к горючей массе вещества {\displaystyle Q^{\Gamma }}, то есть к горючему веществу, не содержащему влаги и золы.
Различают высшую ({\displaystyle Q_{B}}) и низшую ({\displaystyle Q_{H}}) теплоту сгорания.
Под высшей теплотой сгорания понимают то количество теплоты, которое выделяется при полном сгорании вещества, включая теплоту конденсации водяных паров при охлаждении продуктов сгорания.

где k — коэффициент, равный 25 кДж/кг (6 ккал/кг); W — количество воды в горючем веществе, % (по массе); Н — количество водорода в горючем веществе, % (по массе).

## Расчёт теплоты сгорания
Таким образом, высшая теплота сгорания — это количество теплоты, выделившейся при полном сгорании единицы массы или объема (для газа) горючего вещества и охлаждении продуктов сгорания до температуры точки росы. В теплотехнических расчетах высшая теплота сгорания принимается как 100 %. Скрытая теплота сгорания газа — это теплота, которая выделяется при конденсации водяных паров, содержащихся в продуктах сгорания. Теоретически она может достигать 11 %.
На практике не удается охладить продукты сгорания до полной конденсации, и потому введено понятие низшей теплоты сгорания (QHp), которую получают, вычитая из высшей теплоты сгорания теплоту парообразования водяных паров как содержащихся в веществе, так и образовавшихся при его сжигании. На парообразование 1 кг водяных паров расходуется 2514 кДж/кг (600 ккал/кг). Низшая теплота сгорания для жидкого и твердого вещества определяется по формулам (кДж/кг или ккал/кг):
{\displaystyle Q_{H}^{P}=Q_{B}^{P}-2514\cdot ((9H^{P}+W^{P})/100)}
или
{\displaystyle Q_{H}^{P}=Q_{B}^{P}-600\cdot ((9H^{P}+W^{P})/100)}, где:
2514 — теплота парообразования при температуре 0 °C и атмосферном давлении, кДж/кг;
{\displaystyle H^{P}} и {\displaystyle W^{P}} — содержание водорода и водяных паров в рабочем топливе, %;
9 — коэффициент, показывающий, что при сгорании 1 кг водорода в соединении с кислородом образуется 9 кг воды.
Теплота сгорания является наиболее важной характеристикой топлива, так как определяет количество тепла, получаемого при сжигании 1 кг твердого или жидкого топлива или 1 м³ газообразного топлива в кДж/кг (ккал/кг). 1 ккал = 4,1868 или 4,19 кДж.
Низшая теплота сгорания определяется экспериментально для каждого вещества и является справочной величиной. Также её можно определить для твердых и жидких материалов, при известном элементарном составе, расчётным способом в соответствии с формулой Д. И. Менделеева, кДж/кг или ккал/кг:
{\displaystyle Q_{H}^{P}=339\cdot C^{P}+1256\cdot H^{P}-109\cdot (O^{P}-S_{L}^{P})-25.14\cdot (9\cdot H^{P}+W^{P})}
или
{\displaystyle Q_{H}^{P}=81\cdot C^{P}+246\cdot H^{P}-26\cdot (O^{P}+S_{L}^{P})-6\cdot W^{P}}, где:
{\displaystyle C_{P}}, {\displaystyle H_{P}}, {\displaystyle O_{P}}, {\displaystyle S_{L}^{P}}, {\displaystyle W_{P}} — содержание в рабочей массе топлива углерода, водорода, кислорода, летучей серы и влаги в % (по массе).
Для сравнительных расчётов используется так называемое условное топливо, имеющее удельную теплоту сгорания, равную 29308 кДж/кг (7000 ккал/кг).
В России тепловые расчёты (например, расчёт тепловой нагрузки для определения категории помещения по взрывопожарной и пожарной опасности) обычно ведут по низшей теплоте сгорания; в США, Великобритании, Франции — по высшей. В Великобритании и США до внедрения метрической системы мер удельная теплота сгорания измерялась в британских тепловых единицах (BTU) на фунт (lb) (1Btu/lb = 2,326 кДж/кг).
| Вещества и материалы        | Низшая теплота сгорания при постоянном давлении {\displaystyle Q_{H}^{P}}, МДж/кг |
| --------------------------- | --------------------------------------------------------------------------------- |
| Бензин                      | 41,87                                                                             |
| Керосин                     | 42,9—43,12                                                                        |
| Бумага(книги, журналы)      | 13,4                                                                              |
| Древесина (бруски W = 14%)  | 13,8                                                                              |
| Каучук натуральный          | 44,73—44,8                                                                        |
| Линолеум поливинилхлоридный | 14,31                                                                             |
| Резина                      | 33,52                                                                             |
| Волокно штапельное          | 13,8                                                                              |
| Полиэтилен                  | 47,14                                                                             |
| Полистирол                  | 39                                                                                |
| Хлопок разрыхленный         | 15,7                                                                              |

## Самые высокие значения теплоты сгорания природных газов из различных источников
Данные получены Международным энергетическим агентством.
- Алжир: 42 000 кДж/м³
- Бангладеш: 36 000 кДж/м³
- Белоруссия: 33 000 кДж/м³
- Великобритания: 39 710 кДж/м³
- Вьетнам: 45 520 кДж/м³
- Канада: 38 200 кДж/м³
- Индонезия: 40 600 кДж/м³
- Нидерланды: 33 320 кДж/м³
- Норвегия: 39 877 кДж/м³
- Россия: 38 231 кДж/м³
- Саудовская Аравия: 38 000 кДж/м³
- США: 38 416 кДж/м³
- Узбекистан: 37 889 кДж/м³

## Необходимое количество электроэнергии для работы лампочки мощностью 100 Вт в течение 1 года
Количество топлива, необходимого для получения указанной ниже электроэнергии, рассчитано при 100 % эффективности преобразования тепловой энергии в электрическую. Так как большинство электрогенерирующих установок  и распределительных систем достигают эффективности (КПД) порядка 30—35 %, фактическое количество топлива, используемого для питания лампочки мощностью 100 Вт, будет приблизительно в три раза больше указанного количества.
- 228,5 кг древесины (при 20 % влажности)
- 88,5 кг угля (антрацит малозольный)
- 72,1 кг керосина
- 79,2 м³ природного газа (используя усредненную величину 40000 кДж/м³)
- 63 кг метана
- 26 кг водорода
- 0,04 г урана (энергия, выделяющаяся при цепной ядерной реакции)
- 1,75*10−5 г антивещества (энергия, выделяющаяся при аннигиляции).